# Edward Divers
Edward Divers, né le 27 novembre 1837 à Londres et décédé à l'âge de 74 ans le 8 avril 1912 dans cette même ville, est un chimiste britannique qui fut conseiller étranger au Japon pendant l'ère Meiji de 1873 à 1899. Malgré d'importants problèmes de vue depuis l'enfance, il contribua significativement au développement de la science et de l'éducation dans ce pays.

## Biographie
Né en 1837 à Londres d'ancêtres originaires du Kent, Divers a un frère, qui eut un lien avec la compagnie des chantiers navals et de sidérurgie du Thames, et une sœur. Une inflammation des yeux pendant son enfance lui endommage gravement la vue durant toute sa vie et même le port de lunettes ne réussit pas à corriger complètement ce problème. Ce handicap fut de plus aggravé par une explosion lors d'une expérience qui le rendit aveugle de l'œil droit en 1884. En 1850, Divers entre à la City of London School où il est très influencé par les conférences de Thomas Hall sur la chimie. De 1853 à 1854, Divers est assistant au laboratoire de John Stenhouse à l'école de médecine du St Bartholomew's Hospital. Stenhouse considère alors que les problèmes de vue de Divers l'empêcheront de faire une brillante carrière de chimiste mais il changera d'opinion plus tard. En 1854, Divers devient l'assistant d'Edmund Ronalds (1819–1889) puis de Thomas Henry Rowney (1817–1894). Il étudie ensuite la médecine à l'université nationale d'Irlande à Galway, l'une des rares spécialités scientifiques alors disponibles, puis commence à enseigner et à faire des recherches en chimie. Il reste à Galway pendant douze ans jusqu'en 1866, présentant sa thèse en 1860, puis retourne à Londres. De 1860 à sa nomination au Japon, Divers occupe différents postes dans l'enseignement comme conférencier de médecine au Queen's College de Birmingham, de criminalistique à l'école de médecine du Middlesex Hospital à Londres, de physique à l'école de médecine du Charing Cross Hospital ou de chimie à l'école vétérinaire Albert.
Divers devient membre de la Chemical Society en 1860, et il commence deux ans plus tard à publier ses travaux de recherches sur le carbonate d'ammonium et de magnésium (1862), sur le chlorure d'ammonium de zinc (1868), trois articles en 1870 sur les carbonates et les carbamates d'ammonium. En 1863, il étudie le changement spontané de la nitrocellulose lorsqu'il y a formation d'acide gélatineuse, et deux articles sur les nitrites en 1871 dans lesquelles il annonce sa découverte des hyponitrites. En 1873, il décrit l'interaction de l'ammoniac avec le nitrate d'ammonium, une observation qu'il continuera au Japon entre 1873 et 1899. Son travail pendant cette période fut reconnu par l'université nationale d'Irlande de Galway, qui lui remit un diplôme honorifique, et par plusieurs sociétés scientifiques britanniques. En 1902, il est le président de la section B de la British Association for the Advancement of Science, vice-président de la Chemical Society de 1900 à 1902, vice-président de la Royal Institute of Chemistry en 1905 et président de la Society of Chemical Industry la même année. Divers est élu membre de la Royal Society en 1885, pendant qu'il se trouvait au Japon.

### Au Japon
Recommandé par le chimiste Alexander William Williamson, Divers part pour le Japon en juillet 1873. Ce pays est alors en plein période de modernisation accélérée et cherche à absorber au plus vite la science et les institutions occidentales pour ne pas devenir une colonie comme de nombreux autres pays. Divers est invité à enseigner la chimie générale et appliquée à l'école impériale d'ingénieurs du Japon à Toranomon (quartier de Tokyo). Il deviendra finalement directeur de l'institution en 1882. En 1886, l'école est incorporée dans l'université impériale de Tokyo où Divers enseignera la chimie inorganique jusqu'à son retour en Angleterre en 1899. Durant ses sept ou huit premières années au Japon, il enseigne ou occupe des postes administratifs, et aide le département des Travaux publics à analyser des échantillons de minéraux divers et de métaux nobles. Ainsi, ses premiers articles après son départ d'Angleterre portent sur les minéraux japonais qui sont communiqués aux réunions de la British Association tenues à New York en 1881. L'un de ces articles parle de l'apparition de sélénium et de tellure dans du soufre japonais après dépôt dans une chambre de plomb. Avec celle-ci, il découvre plus tard le tellure sulfoxyde et développe une nouvelle méthode pour séparer le tellure du sélénium. D'autres articles sur ces éléments sont publiés dans le Journal of the Chemical Society de 1883 à 1885. Il publie plus de vingt articles dans ce journal de 1884 à 1885 principalement sur la chimie des composés d'azote et de soufre.
Deux ans avant de partir pour le Japon, Divers publie un important article intitulé « L'existence et la formation de sels de protoxyde d'azote », étude qu'il poursuit au Japon pour établir en 1884 la composition de l'hyponitrite d'argent comme (AgNO)x, contrairement à la formule Ag5N5O5 attestée par les Français Marcellin Berthelot et Ogier Ghislain de Busbecq. En 1885, Divers démonte le travail de Georg Ludwig Carius qui déclarait que le chlorure de thionyle, formé par l'action du pentachlorure de phosphore sur des sulfites inorganiques, était le produit direct de la réaction et que cela constituait la seule preuve expérimentale de la constitution symétrique des sulfites. Divers démontra que le chlorure de thionyle était produit par la réaction secondaire du dioxyde de soufre avec le pentachlorure de phosphore. C'est dans le cadre de ce travail, le 24 novembre 1884, que Divers perd l'usage de son œil droit qui reçoit des éclats de verre après l'explosion soudaine d'une bouteille de trichlorure de phosphoryle.
La chimie des composés de l'azote sulfonique est le sujet le plus travaillé par Divers pendant son séjour au Japon. En collaboration avec un certain Haga, il montre que les acides de nombreux complexes, appartenant à ce groupe de composés, sont les produits de la réaction entre l'acide sulfureux et l'acide nitreux, la base étant uniquement nécessaire pour protéger les produits de la réaction contre l'hydrolyse, et que, contrairement aux déclarations de précédents chercheurs, des sulfites et des nitrites normaux n'avaient aucune interaction. Divers et Haga montre de plus que le produit primaire de la réaction entre l'acide sulfureux et l'acide nitreux est toujours de l'acide hydroxylaminedisulfonique et rien d'autre.
Divers était surtout un chimiste d'expériences et s'occupait rarement des études théoriques sur les questions de chimie. Il encourageait beaucoup l'esprit de recherche de ses étudiants, dont faisaient partie Takamine Jōkichi, qui fut le premier à fabriquer de l'adrénaline pure, et Masataka Ogawa, qui découvrit le nipponium. Sur les conseils de Divers, Mr; Chikashige de l'université impériale de Kyoto étudia le poids atomique du tellure japonais en 1896, dans l'espoir que ce composé qui, contrairement au tellure européen était associé au soufre et non à un métal lourd, donne un poids atomique conforme au tableau périodique des éléments. Aucune différence ne fut cependant observée.
Divers connut deux grands malheurs pendant son séjour au Japon. La mort soudaine de son fils Frederic en Chine où il travaillait pour les services des douanes, et celle de sa femme, Margaret Theresa Fitzgerald, à Tokyo en 1897, qu'il avait épousée en 1865. Après ces pertes douloureuses, Divers perdit sa bonne humeur et retourna en Angleterre en 1899. Son travail fut néanmoins reconnu au Japon, en particulier par Itō Hirobumi, qui était ministre des Travaux publics pendant les premiers jours de l'école impériale d'ingénieurs, et qui fut donc régulièrement en contact avec Divers. La contribution de Divers dans le domaine de l'éducation fut reconnue par le gouvernement japonais qui lui décerna en 1886 l'ordre du Soleil levant (3e classe) puis l'ordre du Trésor sacré (2e classe) en 1898. Il devint plus tard membre honoraire de la Chemical Society de Tokyo, de la Society of Chemical Industry du Japon et de la Société d'ingénieurs, fondée par des anciens étudiants de Divers de l'école impériale d'ingénieurs. À son départ du Japon en 1899, l'université impériale de Tokyo lui remit le titre de « professeur émérite ». Un buste de Divers fut installé sur le campus de l'université le 17 novembre 1900.
Ses deux filles, qui se marièrent au Japon, lui survécurent. L'aînée, Edith, au comte Labry, un attaché militaire de la légation française de Tokyo, et la cadette, Ella, à E. W. Tilden, un résident de Kobé.